# Manfred W. Jürgens
Manfred W. Jürgens (* 19. November 1956 in Grevesmühlen) ist ein deutscher Maler, ein Vertreter des Neuen Realismus.

## Leben
Jürgens verbrachte seine Kindheit und Jugend in Mecklenburg. Nach Besuch der Polytechnischen Oberschule war er von 1973 bis 1975 Vollmatrosenlehrling bei der Deutschen Seereederei Rostock und hatte so die Möglichkeit, Schweden, die Niederlande und Kuba zu bereisen. Hieran schloss sich von 1976 bis 1986 eine Lehre und Gesellenzeit als Maler und Glaser in Mecklenburg an.
Von 1986 bis 1989 studierte Jürgens an der Fachschule für Werbung und Gestaltung Berlin Kommunikationsdesign mit der Vertiefung Wissenschaftsgrafik und Fotografie. Besonderen Einfluss auf seine Formsprache nahm sein Fotografiedozent Manfred Paul. Nach Abschluss des Studiums arbeitete er von 1989 bis 1990 als Kommunikationsdesigner für Heinrich Dathe am Tierpark Berlin und von 1990 bis 1993 im Kulturmanagement in Mecklenburg-Vorpommern. Seit 1993 ist Jürgens als freischaffender Maler und Fotograf tätig.
Seit 1997 unternahm Jürgens längere Reisen unter anderem nach England, Irland, in die Schweiz, nach Italien, Sri Lanka, Taiwan und die Volksrepublik China. Jürgens präsentierte seine Malerei erstmals 2001 in der Städtischen Galerie Baumhaus in Wismar. Seitdem folgten Ausstellungen in Kühlungsborn, Güstrow, Hamburg, Leipzig, Gstaad, Bremen, Schloss Clemenswerth, Wittenberg, Kronach, Schloss Evenburg, Venedig und Berlin.
Im Jahr 2007 entwickelte Jürgens das Konzept der „Ein-Bild-Ausstellung“. Die erste ihrer Art fand mit dem Porträt der Kuh Soraya auf der Alp Wispile bei Gstaad statt und wurde innerhalb von zwei Tagen von mehreren hundert Interessierten aus zwölf Ländern besucht. Die erste Hamburger Ein-Bild-Ausstellung mit dem Porträt der Gastwirtin Erna Thomsen fand in den Räumen ihrer Gaststätte, der Kultkneipe Zum Silbersack, im August 2010 in St. Pauli statt. Der Zeit-Redakteur und Autor Ulrich Schnabel schreibt in seinem Buch Muße zu dieser Ausstellung, dass es gut möglich sei, dass der trendresistente Maler Manfred W. Jürgens mit der Ein-Bild-Ausstellung, bei der neben dem einen Tafelbild auch immer das Modell sowie der Maler anwesend sind, einen Trend setzt.
Bekannt wurde Jürgens durch Porträts von Huren. Lebensgroße Bildnisse von Paul Millns, Gitta und Till Lindemann, Helmut Schmidt, Katharina John und Ulrich Tukur sowie Christian Redl folgten.
Jürgens lebte seit 2007 in Hamburg und Bremen. 2017 zog er nach Wismar und eröffnete dort 2018 die Atelier-Galerie Jürgens.